# 朱善萍
朱善萍（1956年—），江苏扬州人，汉族，南京外国语学校教师。第十二届全国人民代表大会江苏地区代表。
毕业于扬州师范学院外语系英语专业。担任南京外国语学校教科主任。2008年起担任全国人大代表。2013年，被选为全国人大代表。